# Willie Burton
Willie Ricardo Burton (Detroit, 26 maggio 1968) è un ex cestista statunitense, professionista nella NBA e in Europa.

## Carriera
È stato selezionato dai Miami Heat al primo giro del Draft NBA 1990 (9ª scelta assoluta).

## Statistiche

### College
| Anno      | Squadra                  | PG  | PT | MP   | TC%  | 3P%  | TL%  | RP  | AP  | PRP | SP  | PP   |
| --------- | ------------------------ | --- | -- | ---- | ---- | ---- | ---- | --- | --- | --- | --- | ---- |
| 1986-1987 | Minnesota Golden Gophers | 28  | 21 | 24,1 | 45,5 | 27,3 | 64,9 | 4,2 | 1,1 | 0,4 | 0,7 | 8,7  |
| 1987-1988 | Minnesota Golden Gophers | 28  | 18 | 26,8 | 51,6 | 30,0 | 71,3 | 5,6 | 2,0 | 0,6 | 0,6 | 13,7 |
| 1988-1989 | Minnesota Golden Gophers | 30  | 29 | 30,7 | 52,9 | 40,0 | 79,7 | 7,5 | 2,0 | 1,2 | 0,6 | 18,6 |
| 1989-1990 | Minnesota Golden Gophers | 32  | 31 | 31,3 | 51,9 | 38,2 | 77,0 | 6,4 | 1,8 | 1,2 | 0,8 | 19,3 |
| Carriera  | Carriera                 | 118 | 99 | 28,4 | 51,1 | 37,8 | 74,9 | 6,0 | 1,7 | 0,9 | 0,7 | 15,3 |

### NBA

#### Regular Season
| Anno      | Squadra            | PG  | PT  | MP   | TC%  | 3P%  | TL%  | RP  | AP  | PRP | SP  | PP   |
| --------- | ------------------ | --- | --- | ---- | ---- | ---- | ---- | --- | --- | --- | --- | ---- |
| 1990-1991 | Miami Heat         | 76  | 26  | 25,4 | 44,1 | 13,3 | 78,2 | 3,4 | 1,4 | 0,9 | 0,3 | 12,0 |
| 1991-1992 | Miami Heat         | 68  | 50  | 23,3 | 45,0 | 40,0 | 80,0 | 3,6 | 1,8 | 0,7 | 0,5 | 11,2 |
| 1992-1993 | Miami Heat         | 26  | 8   | 17,3 | 38,3 | 33,3 | 71,7 | 2,7 | 0,6 | 0,5 | 0,6 | 7,8  |
| 1993-1994 | Miami Heat         | 53  | 1   | 13,2 | 43,8 | 20,0 | 75,9 | 2,6 | 0,7 | 0,3 | 0,4 | 7,0  |
| 1994-1995 | Philadelphia 76ers | 53  | 31  | 29,5 | 40,1 | 38,5 | 82,4 | 3,1 | 1,8 | 0,6 | 0,4 | 15,3 |
| 1996-1997 | Atlanta Hawks      | 24  | 2   | 15,8 | 33,6 | 28,3 | 83,8 | 1,7 | 0,5 | 0,3 | 0,1 | 6,2  |
| 1997-1998 | San Antonio Spurs  | 13  | 0   | 3,3  | 38,1 | 33,3 | 66,7 | 0,7 | 0,1 | 0,2 | 0,2 | 2,1  |
| 1998-1999 | Charlotte Hornets  | 3   | 0   | 6,0  | 14,3 | 0,0  | 50,0 | 2,0 | 0,0 | 0,0 | 0,0 | 1,3  |
| Carriera  | Carriera           | 316 | 118 | 21,1 | 42,4 | 34,5 | 78,6 | 2,9 | 1,2 | 0,6 | 0,4 | 10,3 |

#### Playoffs
| Anno     | Squadra    | PG | PT | MP  | TC%  | 3P% | TL% | RP  | AP  | PRP | SP  | PP  |
| -------- | ---------- | -- | -- | --- | ---- | --- | --- | --- | --- | --- | --- | --- |
| 1994     | Miami Heat | 2  | 0  | 5,5 | 25,0 | 0,0 | -   | 0,0 | 0,0 | 0,0 | 0,0 | 1,0 |
| Carriera | Carriera   | 2  | 0  | 5,5 | 25,0 | 0,0 | -   | 0,0 | 0,0 | 0,0 | 0,0 | 1,0 |

## Palmarès

### Squadra
- Campionato russo: 1

Ural Great Perm': 2001-02

### Individuale
- NBA All-Rookie Second Team (1991)
- All-USBL Second Team (2000)